# Nordavia
Nordavia (Russisch: Нордавиа – региональные авиалинии), tot december 2009 bekend als Aeroflot-Nord (Russisch: Аэрофлот-Норд) is een Russische regionale luchtvaartmaatschappij van Aeroflot, die haar basis heeft in Archangelsk. Vanuit deze basis en vanuit de Moskouse luchthaven Sjeremetjevo worden passagiers-, charter- en vrachtvluchten uitgevoerd binnen Rusland en naar omringende landen.

## Geschiedenis

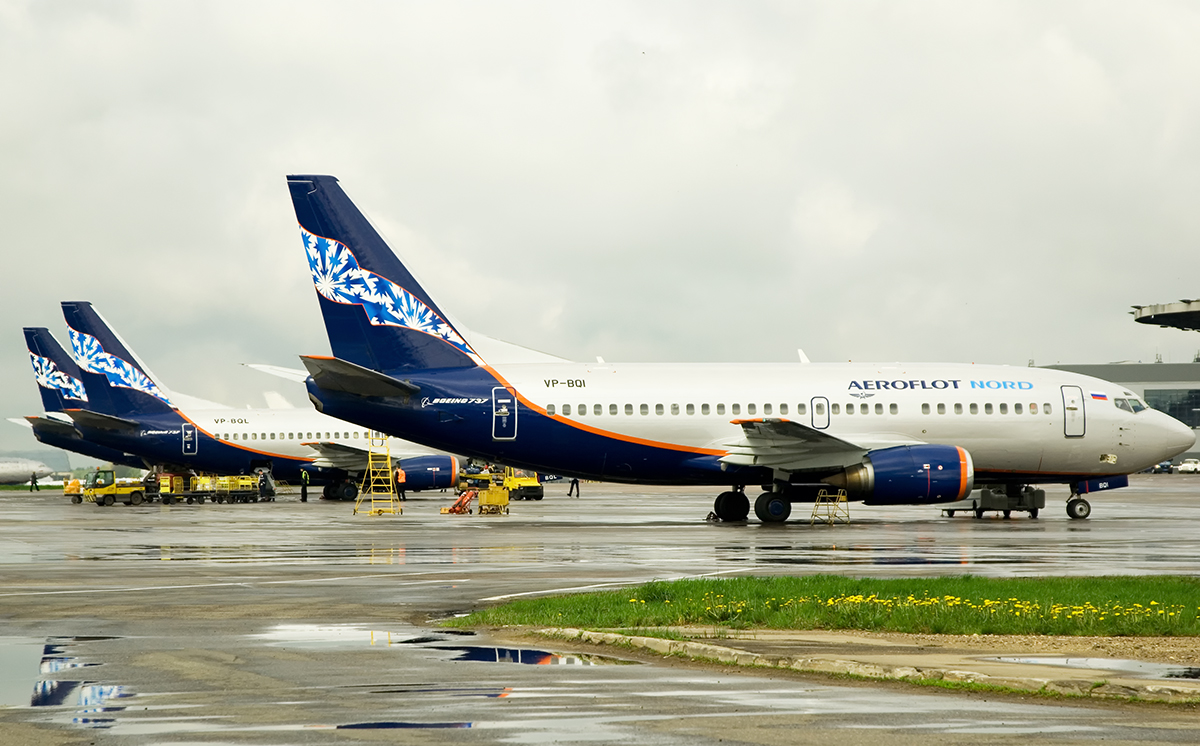
Vliegtuigen van Aeroflot Nord in 2007

De luchtvaartmaatschappij ontstond in 1963 als het Verenigd Luchtvaarteskader van Archangelsk (Russisch: Архангельский объединенный авиационный отряд; de Archangelskse afdeling van Aeroflot). In 1991 werd het geprivatiseerd en hernoemd tot AVL Arkhangelsk Airlines (Russisch: Архангельские воздушные линии; Archangelskieje vozdoesjnye linii). In augustus 2004 kocht Aeroflot 51% van de aandelen van de maatschappij, zodat de andere aandeelhouder Aviainvest nog 49% van de aandelen behield. Het bedrijf werd vervolgens hernoemd tot Aeroflot-Nord en werd de tweede regionale luchtvaartmaatschappij van Aeroflot (na de aankoop van Aeroflot-Don). In december 2006 werd Aeroflot-Nord lid van de European Regions Airline Association. De maatschappij vliegt nu onder de naam Nordavia.

## Diensten
Aeroflot-Nord voert de vluchten uit naar de volgende plaatsen (juli 2007):
- Binnenland: Adler-Sotsji, Anapa, Archangelsk, Tsjeljabinsk, Jekaterinenburg, Jejsk, Kotlas, Lesjoechonskoje, Moskou, Moermansk, Narjan-Mar, Omsk, Sint-Petersburg, Samara, Solovetski, Tjoemen, Oesinsk en Wolgograd.
- Buitenland: Simferopol en Tromsø.

In 2009 vervoerde de maatschappij 1,1 miljoen passagiers. Door het beperkte aantal buitenlandse vluchten was het aantal internationale passagiers slechts 60.000. In hetzelfde jaar werd 4.500 ton vracht vervoerd wederom bijna uitsluitend op binnenlandse bestemmingen.

## Vloot

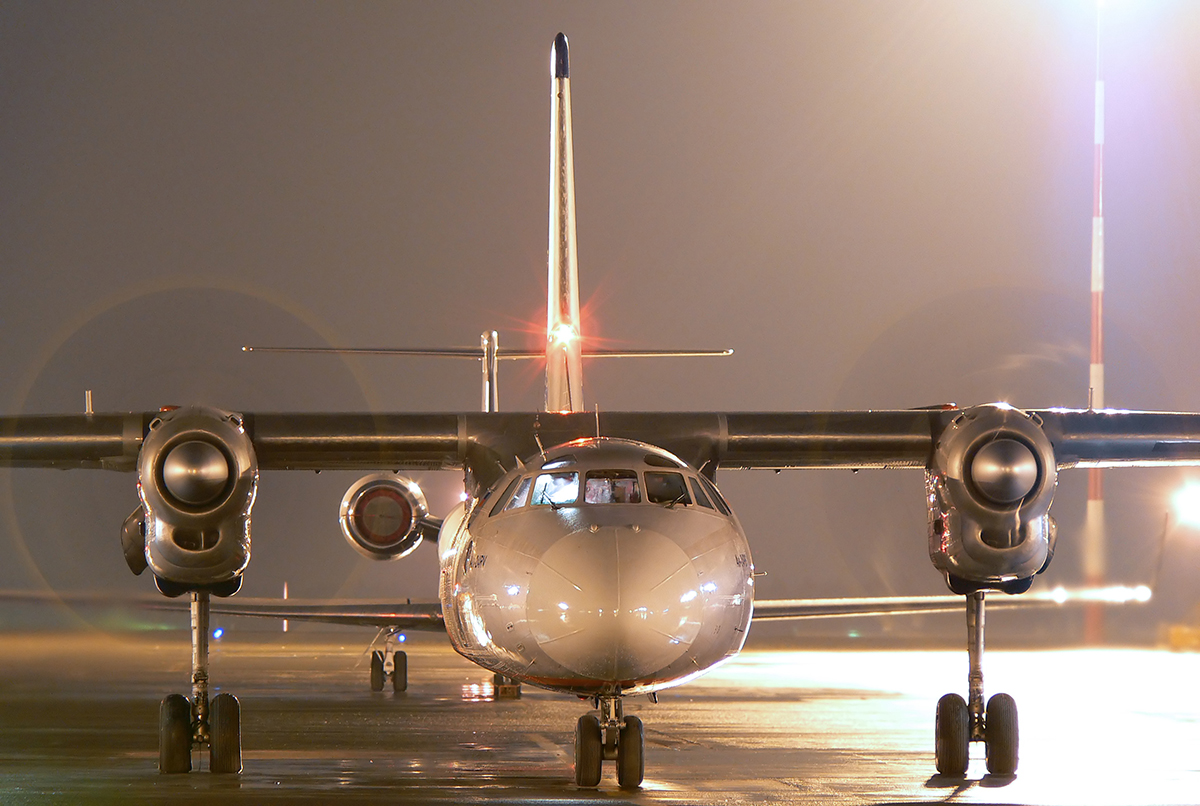
Een Antonov An-24 van Aeroflot Nord

De vloot van Aeroflot-Nord bestaat uit de volgende vliegtuigen (sept 2010):
- 5 x Antonov An-24
- 1 x Antonov An-26
- 8 x Tupolev TU-134
- 15 x Boeing 737

## Ongevallen
Op 14 september 2008 voerde de luchtvaartmaatschappij in samenwerking met Aeroflot Aeroflot-vlucht 821 uit, die in regenachtig en mistig weer neerstortte tijdens het aanvliegen op de luchthaven van Perm en waarbij alle 88 passagiers om het leven kwamen en een deel van de Trans-Siberische spoorlijn beschadigd raakte. Kort na het ongeluk en berichten in de media over problemen met veiligheidsprocedures maakte moedermaatschappij Aeroflot bekend dat ze Aeroflot-Nord het recht zal ontnemen om nog langer de naam 'Aeroflot' als onderdeel van haar naam te dragen en dat ze alle banden met het bedrijf zal verbreken.